# Albrecht Sellin

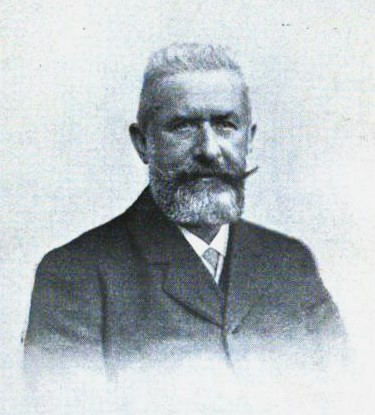
Albrecht Sellin (1901)

Georg Carl Albrecht Philipp Rufinus Wilhelm Sellin, Pseudonym Alfred Wäldler, Spitzname Morpheus (* 19. Juli 1841 in Ludwigslust; † 10. September 1933 in München) war ein deutscher Kolonialfunktionär und Anthroposoph.

## Leben
Albrecht Sellin war ein Sohn des Seminardirektors Carl Wilhelm Sellin (1793–1850) und dessen Frau Emma, geb. Seiler (1807–1877). Zu seinen zahlreichen Geschwistern zählten der Theologe und Gymnasiallehrer Carl Sellin (1833–1910), der Kaufmann Theodor Sellin (1835–1856), der Pastor in Dassow und Kirchenrat Wilhelm (Christoph Elias Bernhard Donatus) Sellin (1838–1931, Vater des Alttestamentlers Ernst Sellin), Gotthilf Sellin (1844–1921), Historiker, Lehrer und Esperantist, sowie die Schwestern Emma und Johanna Sellin.
Sellin besuchte die Rektorschule und das Mintersche Institut, eine Privatschule, in Ludwigslust. Von 1859 bis 1861 lernte er Landwirtschaft; bis Ende 1865 bewirtschaftete er verschiedene Güter in Mecklenburg und Ostpreußen.
Im April 1866 wanderte er nach Brasilien aus. Hier war er zunächst als Lehrer und dann ab 1869 als Administrator (Kolonialdirektor) in Neu-Petropolis in der Provinz Rio Grande do Sul tätig. Zu seinen Aufgaben zählte die Erschließung des Urwaldgebiets am oberen Cahy zu erforschen und Straßenverbindungen mit dem Hochland der Campos de Cima da Serra zu schaffen. Er setzte die schon früher begonnene Vermessung der Kolonie fort und legte erstmals einen Kataster an. Zur Nutzung der ausgedehnten Araukarienwälder von Neu-Petropolis erbaute er zusammen mit Investoren ein größeres Sägewerk in Porto Alegre. Unter seinem Pseudonym Alfred Wäldler publizierte er zahlreiche Beiträge in der deutschen und brasilianischen Presse.
Im Jahre 1871 lernte er seine spätere Ehefrau, Karoline Marezoll aus Leipzig, eine Tochter von Theodor Marezoll, auf ihrer Reise durch Brasilien kennen. Die beiden heirateten 1872. Der Ehe entsprang eine Tochter Olga (Olly), verheiratete Lenz. Sie wurde 1912 an der Universität Zürich als eine der ersten Frauen an der rechts- und staatswissenschaftlichen Fakultät promoviert und 1913 als erste Frau in der Schweiz zum Amtsvormund bestellt.
1878 kehrte Sellin auf Urlaub nach Deutschland zurück, beschloss aber, dauernd hier zu bleiben. Er nahm zunächst seinen Wohnsitz in Leipzig. Hier wurde er mit Ernst Hasse Mitbegründer des Leipziger Vereins für Handelsgeographie und Förderung deutscher Interessen im Ausland, der ihn später zum Ehrenmitglied ernannte. Viele Jahre lang wirkte er überregional als Redner in geographischen und kolonialen Vereinen und schrieb Beiträge zu kolonialpolitischen Fragen in der Presse.
Vermutlich aus seiner Zeit in Brasilien brachte Sellin ein Interesse am Spiritismus und Okkultismus mit. Er gründete in Leipzig den Verein für Harmonische Philosophie. 1883 wurde er gemeinsam mit dem Medium Bernhard Cyriax und dem Heilmagnetiseur Karl Wilhelm Weder wegen Betrugs angeklagt. Cyriax hatte in Trance bei Kranken geistige Diagnosen durchgeführt und behauptete, den Körper des Patienten durchschauen zu können. Zu einer Verurteilung kam es jedoch nicht, da sich zeigte, dass zumindest Cyriax in gutem Glauben an seine eigenen medialen Fähigkeiten gehandelt hatte.
1887 siedelte Sellin nach Berlin über. 1888 gehörte er mit Max Dessoir und Albert Moll zu den Gründungsmitgliedern der Gesellschaft für Experimentalpsychologie. Hier beschäftigte er sich besonders mit Hypnose. Er engagierte sich in der Steglitzer Loge Bruderbund am Fichtenberg. Von 1892 bis 1897 war er Redakteur des Freimaurer-Bundesblattes und Großarchivar der Großen National-Mutterloge „Zu den drei Weltkugeln“. Auch im 1887 gegründeten Deutschen Schriftstellerverband war Sellin aktiv; hier war er Mitglied im Geschäftsführenden Ausschuss.
Im Juli 1897 ging er erneut nach Brasilien, dieses Mal als Generalbevollmächtigter der Hanseatischen Kolonisationsgesellschaft, Nachfolgerin des Colonisations-Verein von 1849 in Hamburg, um den Aufbau der unter dem Kollektivnamen Hansa bekannten deutschen Ansiedlungen in der Provinz Santa Catarina zu leiten. Von dort kehrte er 1900 als Direktor der Kolonisationsgesellschaft nach Hamburg zurück. Noch einmal reiste er 1905/06 nach Brasilien, um die dortigen Kolonien zu inspizieren. In Hamburg war er Mitglied der Loge Vom Fels zum Meer.
1904 begegnete er Rudolf Steiner, als dieser einen Vortrag in Hamburg hielt. Daraus entwickelte sich zunächst eine Korrespondenz, und bald wurde Sellin ein „treuer Schüler“ des 20 Jahre jüngeren Steiner. Steiner erhielt von Sellin erstmals nähere Informationen über den Memphis-Misraïm-Ritus.
1908 zog sich Sellin ins Privatleben nach Kilchberg bei Zürich zurück, um sich ganz der Anthroposophie widmen zu können. Im Jahre 1910 starb seine Frau, und er siedelte nach München über, wo er in der Luisenstraße wohnte. Er verfasste weiter schriftstellerische Arbeiten, nunmehr mehr anthroposophischen Inhalts, und wirkte bei einer Aufführung von Édouard Schurés und anthroposophischen Mysterienspielen mit. Bei der Gründungsversammlung der Anthroposophischen Gesellschaft 1913 in Berlin hielt er einen viel beachteten und auch gedruckten Vortrag über den Sohar, das bedeutendste Schriftwerk der Kabbala. Er war auch als Übersetzer der Werke von Louis Claude de Saint-Martin tätig.
In München gehörte er der Freimaurerloge Empor an.

## Ehrungen
- Orden der Rose, Offizier
- nach Sellin wurden in Brasilien benannt:
  - Rio Sellin, ein Fluss im Staat Santa Catarina, südwestlich von Blumenau
  - Alto Sellin, Gegend an den Quellen des Rio Sellin, an der Serra do Mar
  - Bairro Rio Sellin, ein Viertel von Ibirama

## Werke
- Das Kaiserreich Brasilien, eine geographisch statistische Skizze. Berlin 1882
- Südamerika (= Geographisches Handbuch zu Andrees Handatlas) Leipzig 1882
- Das Kaiserreich Brasilien. 2 Bände, illustr., Leipzig u. Prag 1885 (= Das Wissen der Gegenwart, 36 = Der Weltteil Amerika in Einzeldarstellungen, I,II, Digitalisat)
  - (Portugiesische Übersetzung) Geographia geral do Brasil. Rio de Janeiro: Alves & Cie. 1888
- Entwurf eines Gesetzes zur Regelung des deutschen Auswanderungswesens im Deutschen Reiche. Berlin 1886
- (als Alfred Wäldler): Was mir der alte Reinhold erzählt hat. Eine südbrasilianische Kolonialgeschichte. Porto Alegre: Gundlach 1901
- Landeskunde der Vereinigten Staaten von Brasilien. 2. Aufl., Hamburg 1911
- Die geisteswissenschaftliche Bedeutung des Sohar. Vortrag gehalten bei Gelegenheit der ersten Generalversammlung der Anthroposophischen Gesellschaft in Berlin am 4. Februar 1913.
- Ratschläge für Auswanderer nach Südbrasilien. 5. Aufl., Berlin 1913, Zentralver. f. Handelsgeogr.
- Zur Geschichte des Deutschtums in Brasilien. Berlin: Verlag des „Export“ 1918 (Digitalisat)
- Anthroposophische Betrachtungen. München 1918.
- Mensch, besinne dich auf dich selbst!: Ein Weckruf. (= Die Revolution. Eine Flugschriftenreihe Nr. 1.) 1919
- (Übersetzer) Louis Claude de Saint-Martin: Ueber des natürliche Verhältnis zwischen Gott, dem Menschen und der Welt. Konstanz; Leipzig: Wölfing 1919
- Erinnerungen aus dem Berufs- und Seelenleben eines alten Mannes. Konstanz: Wölfing 1920
- (Übersetzer) Louis Claude de Saint-Martin: Ecce Homo! (= Goetheanum Bücherei) Stuttgart: Der kommende Tag 1922